# Listă de filme britanice din 1922
Aceasta este o listă de filme britanice din 1922:

## Lista
| Titlu                               | Regizor                            | Distribuție                         | Gen              | Note                                                                            |
| ----------------------------------- | ---------------------------------- | ----------------------------------- | ---------------- | ------------------------------------------------------------------------------- |
| A Bachelor's Baby                   | Arthur Rooke                       | Constance Worth, Malcolm Tod        | Comedy           |                                                                                 |
| Belonging                           | Floyd Martin Thornton              | Hugh Buckler, Barbara Hoffe         | Crime            |                                                                                 |
| Bentley's Conscience                | Denison Clift                      | Betty Faire, Henry Victor           | Drama            |                                                                                 |
| A Bill of Divorcement               | Denison Clift                      | Constance Binney, Fay Compton       | Drama            |                                                                                 |
| The Bohemian Girl                   | Harley Knoles                      | Gladys Cooper, Ivor Novello         | Romance          |                                                                                 |
| Boy Woodburn                        | Guy Newall                         | Guy Newall, Ivy Duke                | Sport            |                                                                                 |
| Brown Sugar                         | Fred Paul                          | Owen Nares, Lillian Hall-Davis      | Romance          |                                                                                 |
| Bulldog Drummond                    | Oscar Apfel                        | Carlyle Blackwell, Evelyn Greeley   | Crime            |                                                                                 |
| The Call of the East                | Bert Wynne                         | Warwick Ward, Doris Eaton           | Drama            |                                                                                 |
| The Card                            | A. V. Bramble                      | Laddie Cliff, Joan Barry            | Comedy           |                                                                                 |
| Charles Augustus Milverton          | George Ridgwell                    | Eille Norwood, Hubert Willis        | Mystery          |                                                                                 |
| Cocaine                             | Graham Cutts                       | Hilda Bayley, Flora Le Breton       | Crime            |                                                                                 |
| Creation                            | Humberston Wright                  | Dorothy Fane, William Freshman      | Drama            |                                                                                 |
| The Crimson Circle                  | George Ridgwell                    | Fred Groves, Mary Odette            | Crime            |                                                                                 |
| A Debt of Honour                    | Maurice Elvey                      | Isobel Elsom, Clive Brook           | Drama            |                                                                                 |
| Diana of the Crossways              | Denison Clift                      | Fay Compton, Henry Victor           | Drama            |                                                                                 |
| Dick Turpin's Ride to York          | Maurice Elvey                      | Matheson Lang, Isobel Elsom         | Historical drama |                                                                                 |
| Dicky Monteith                      | Kenelm Foss                        | Stewart Rome, Joan Morgan           | Drama            |                                                                                 |
| Down Under Donovan                  | Harry Lambart                      | Bertram Parnell, William Lugg       | Crime            |                                                                                 |
| The Eleventh Hour                   | George Ridgwell                    | Madge White, Dennis Wyndham         | Drama            |                                                                                 |
| The Experiment                      | Sinclair Hill                      | Evelyn Brent, Clive Brook           | Drama            |                                                                                 |
| Expiation                           | Sinclair Hill                      | Ivy Close, Fred Raynham             | Crime            |                                                                                 |
| The Faithful Heart                  | Fred Paul                          | Owen Nares, Lillian Hall-Davis      | Drama            |                                                                                 |
| False Evidence                      | Harold M. Shaw                     | Edna Flugrath, Cecil Humphreys      | Drama            |                                                                                 |
| Fires of Innocence                  | Sidney Morgan                      | Joan Morgan, Bobby Andrews          | Drama            |                                                                                 |
| Flames of Passion                   | Graham Cutts                       | Mae Marsh, C. Aubrey Smith          | Drama            |                                                                                 |
| Fox Farm                            | Guy Newall                         | Guy Newall, Ivy Duke                | Drama            |                                                                                 |
| The Game of Life                    | G. B. Samuelson                    | Isobel Elsom, Lillian Hall-Davis    | Historical       |                                                                                 |
| A Gipsy Cavalier                    | J. Stuart Blackton                 | Georges Carpentier, Flora le Breton | Drama            | [ 1 ]                                                                           |
| The Glorious Adventure              | J. Stuart Blackton                 | Diana Manners, Victor McLaglen      | Historical       |                                                                                 |
| The Grass Orphan                    | Frank Hall Crane                   | Margaret Bannerman, Reginald Owen   | Drama            |                                                                                 |
| The Green Caravan                   | Edwin J. Collins                   | Catherine Calvert, Gregory Scott    | Drama            |                                                                                 |
| Half a Truth                        | Sinclair Hill                      | Lawford Davidson, Miles Mander      | Crime            |                                                                                 |
| The Head of the Family              | Manning Haynes                     | Johnny Butt, Moore Marriott         | Comedy           |                                                                                 |
| His Wife's Husband                  | George A. Cooper                   | Madge Stuart, Olaf Hytten           | Drama            |                                                                                 |
| The House of Peril                  | Kenelm Foss                        | Fay Compton, Roy Travers            | Crime            |                                                                                 |
| If Four Walls Told                  | Fred Paul                          | Lillian Hall-Davis, John Stuart     | Drama            |                                                                                 |
| The Knight Errant                   | George Ridgwell                    | Madge Stuart, Rex McDougall         | Romance          |                                                                                 |
| Lamp in the Desert                  | F. Martin Thornton                 | Gladys Jennings, Louis Willoughby   | Drama            |                                                                                 |
| The Lilac Sunbonnet                 | Sidney Morgan                      | Lewis Dayton, Nell Emerald          | Romance          |                                                                                 |
| Little Brother of God               | F. Martin Thornton                 | Alec Fraser, Lionelle Howard        | Western          |                                                                                 |
| The Little Mother                   | A. V. Bramble                      | Florence Turner, John Stuart        | Crime            | [ 2 ]                                                                           |
| The Lonely Lady of Grosvenor Square | Sinclair Hill                      | Betty Faire, Jack Hobbs             | Drama            |                                                                                 |
| Long Odds                           | A.E. Coleby                        | Fred Paul, Garry Marsh              | Sports           |                                                                                 |
| A Lost Leader                       | George Ridgwell                    | Robert English, Dorothy Fane        | Crime            | [ 3 ]                                                                           |
| Love and a Whirlwind                | Duncan McRae, Harold M. Shaw       | Clive Brook, Marjorie Hume          | Crime            | [ 4 ]                                                                           |
| Love's Boomerang                    | John S. Robertson                  | Ann Forrest, David Powell           | Crime            |                                                                                 |
| Love's Influence                    | William S. Charlton, Edward Gordon | George K. Arthur, Flora le Breton   | Drama            |                                                                                 |
| A Lowland Cinderella                | Sidney Morgan                      | Joan Morgan, Ralph Forbes           | Drama            |                                                                                 |
| A Maid of the Silver Sea            | Guy Newall                         | Guy Newall, Ivy Duke                | Drama            |                                                                                 |
| Man and His Kingdom                 | Maurice Elvey                      | Harvey Braban, Bertram Burleigh     | Adventure        |                                                                                 |
| The Man from Home                   | George Fitzmaurice                 | James Kirkwood, Anna Q. Nilsson     | Drama            |                                                                                 |
| Married to a Mormon                 | H. B. Parkinson                    | Evelyn Brent, Clive Brook           | Drama            |                                                                                 |
| A Master of Craft                   | Thomas Bentley                     | Fred Groves, Mercy Hatton           | Comedy           |                                                                                 |
| Melody of Death                     | F. Martin Thornton                 | H. Agar Lyons, Frank Petley         | Crime            |                                                                                 |
| The Missioner                       | George Ridgwell                    | Cyril Percival, Pauline Peters      | Crime            |                                                                                 |
| Mord Em'ly                          | George Pearson                     | Betty Balfour, Rex Davis            | Drama            |                                                                                 |
| No. 7 Brick Row                     | Fred W. Durrant                    | Constance Worth, Marjorie Villis    | Crime            |                                                                                 |
| The Nonentity                       | Sinclair Hill                      | Annette Benson, Hugh Buckler        | Adventure        |                                                                                 |
| Number 13                           | Alfred Hitchcock                   | Clare Greet, Ernest Thesiger        | Drama            | Hitchcock's first film. Production was pulled and no footage is known to exist. |
| Open Country                        | Sinclair Hill                      | Dorinea Shirley, David Hawthorne    | Drama            |                                                                                 |
| Pages of Life                       | Adelqui Migliar                    | Evelyn Brent, Jack Trevor           | Drama            |                                                                                 |
| The Pauper Millionaire              | Frank Hall Crane                   | C.M. Hallard, Norma Whalley         | Comedy           |                                                                                 |
| The Peacemaker                      | A. E. Coleby                       | Maud Yates, Humberston Wright       | Drama            |                                                                                 |
| The Persistent Lovers               | Guy Newall                         | Guy Newall, Ivy Duke                | Romance          |                                                                                 |
| Petticoat Loose                     | George Ridgwell                    | Dorinea Shirley, Warwick Ward       | Drama            |                                                                                 |
| The Pointing Finger                 | George Ridgwell                    | Milton Rosmer, Madge Stuart         | Thriller         |                                                                                 |
| Possession                          | Louis Mercanton                    | Malvina Longfellow, Reginald Owen   | Drama            | Co-production with France                                                       |
| Potter's Clay                       | H. Grenville-Taylor Douglas Payne  | Ellen Terry, Dick Webb              | Drama            |                                                                                 |
| A Prince of Lovers                  | Charles Calvert                    | Howard Gaye, Marjorie Hume          | Historical       |                                                                                 |
| The Recoil                          | Geoffrey Malins                    | Annie Esmond, Eille Norwood         | Crime            |                                                                                 |
| Repentance                          | Edward Gordon                      | Peggy Hathaway, Geoffrey Benstead   | Drama            |                                                                                 |
| Rob Roy                             | W. P. Kellino                      | David Hawthorne, Gladys Jennings    | Historical       |                                                                                 |
| A Rogue in Love                     | Albert Brouett                     | Frank Stanmore, Ann Trevor          | Drama            |                                                                                 |
| A Romance of Old Baghdad            | Kenelm Foss                        | Matheson Lang, Manora Thew          | Historical       |                                                                                 |
| Running Water                       | Maurice Elvey                      | Madge Stuart, Lawford Davidson      | Drama            |                                                                                 |
| A Sailor Tramp                      | F. Martin Thornton                 | Victor McLaglen, Pauline Johnson    | Adventure        |                                                                                 |
| Sam's Boy                           | Manning Haynes                     | Johnny Butt, Tom Coventry           | Comedy           |                                                                                 |
| The Scarlet Lady                    | Walter West                        | Violet Hopson, Louis Willoughby     | Sports           |                                                                                 |
| The Scarlett Letter                 | Challis Sanderson                  | Sybil Thorndike, Dick Webb          | Drama            |                                                                                 |
| The Scourge                         | Geoffrey Malins                    | Madge Stuart, Joseph R. Tozer       | Drama            |                                                                                 |
| Shirley                             | A. V. Bramble                      | Clive Brook, Elizabeth Irving       | Drama            |                                                                                 |
| Silent Evidence                     | E. H. Calvert                      | David Hawthorne, Marjorie Hume      | Mystery          |                                                                                 |
| Simple Simon                        | Henry Edwards                      | Henry Edwards, Chrissie White       | Romance          |                                                                                 |
| Sinister Street                     | George Beranger                    | John Stuart, Maudie Dunham          | Melodrama        |                                                                                 |
| A Sister to Assist 'Er              | George Dewhurst                    | Mary Brough, Polly Emery            | Comedy           |                                                                                 |
| The Skipper's Wooing                | Manning Haynes                     | Gordon Hopkirk, Johnny Butt         | Comedy           |                                                                                 |
| Son of Kissing Cup                  | Walter West                        | Violet Hopson, Stewart Rome         | Comedy           |                                                                                 |
| A Soul's Awakening                  | W. P. Kellino                      | David Hawthorne, Flora le Breton    | Drama            |                                                                                 |
| The Spanish Jade                    | John S. Robertson                  | David Powell, Marc McDermott        | Drama            |                                                                                 |
| A Sporting Double                   | Arthur Rooke                       | John Stuart, Lilian Douglas         | Sport/drama      |                                                                                 |
| The Sporting Instinct               | Arthur Rooke                       | Lilian Douglas, Mickey Brantford    | Drama            |                                                                                 |
| Squibs Wins the Calcutta Sweep      | George Pearson                     | Betty Balfour, Fred Groves          | Comedy           |                                                                                 |
| Stable Companions                   | Albert Ward                        | Clive Brook, Lillian Hall-Davis     | Sports           |                                                                                 |
| A Tale of Two Cities                | Walter Courtney Rowden             | Clive Brook, Ann Trevor             | Drama            |                                                                                 |
| Tell Your Children                  | Donald Crisp                       | Doris Eaton, Warwick Ward           | Drama            | Feature's Charles Hawtrey's onscreen debut, albeit uncredited                   |
| Thou Shalt Not                      | George Beranger                    | Gertrude McCoy, Zoe Palmer          | Crime            |                                                                                 |
| Three Live Ghosts                   | George Fitzmaurice                 | Norman Kerry, Anna Q. Nilsson       | Comedy           |                                                                                 |
| Trapped by the Mormons              | H. B. Parkinson                    | Evelyn Brent, Louis Willoughby      | Drama            |                                                                                 |
| The Truants                         | Sinclair Hill                      | Joan Morgan, George Bellamy         | Drama            |                                                                                 |
| Vanity Fair                         | Walter Courtney Rowden             | Clive Brook, Douglas Munro          | Drama            | Adaptation of the novel Vanity Fair                                             |
| Walter Makes a Movie                | Walter Forde                       | Walter Forde, Pauline Peters        | Comedy           |                                                                                 |
| Was She Justified?                  | Walter West                        | Florence Turner, Ivy Close          | Drama            |                                                                                 |
| Weavers of Fortune                  | Arthur Rooke                       | Henry Vibart, Dacia                 | Adventure        |                                                                                 |
| Wee MacGregor's Sweetheart          | George Pearson                     | Betty Balfour, Donald Macardle      | Romance          |                                                                                 |
| The Wheels of Chance                | Harold M. Shaw                     | George K. Arthur, Judd Green        | Comedy           |                                                                                 |
| When Greek Meets Greek              | Walter West                        | Violet Hopson, Stewart Rome         | Comedy           |                                                                                 |
| The White Hope                      | Frank Wilson                       | Violet Hopson, Stewart Rome         | Sport            |                                                                                 |
| A Will and a Way                    | Manning Haynes                     | Polly Emery, Johnny Butt            | Comedy           |                                                                                 |
| The Wonderful Story                 | Graham Cutts                       | Lillian Hall-Davis, Herbert Langley | Drama            |                                                                                 |